# Charles Ayoub
Charles Ayoub est un journaliste libanais et le propriétaire du quotidien Ad-Diyar.
Charles Ayoub passe souvent à la télévision et rédige lui-même l'éditorial du journal Ad-Diyar. Il est connu pour son côté provocateur.
Opposé à la majorité parlementaire qui a remporté les élections législatives de 2005, Charles Ayoub ne cache pas ses positions favorables à la Syrie et à ses alliés libanais.
Avant d'être journaliste, il a été lieutenant dans l'armée libanaise.